# Coniglio (cognome)
Coniglio è un cognome di lingua italiana.

## Varianti
Conegliano, Conigliani, Conigliaro, Coniglione, Cuniglio.

## Origine e diffusione
Cognome tipicamente meridionale, è presente prevalentemente in Sicilia.
Potrebbe derivare dallo zoonimo coniglio, dal latino cuniculus, o sempre dal latino cuniculus, "cunicolo", o dal nome personale latino Connilius.
La variante Conigliani è veneta; Cuniglio è campano.

## Persone
- Francesco Coniglio (1957-2023) – editore e curatore editoriale italiano
- Giuseppe Coniglio (1922-2006) – poeta italiano
- Giuseppe Coniglio (1917-1994) – storico italiano